# Corey Beaulieu
Corey Beaulieu (ur. 22 listopada 1983 w Brunswick) – amerykański muzyk, kompozytor i gitarzysta. Beaulieu znany jest przede wszystkim z występów w formacji Trivium, w której jest członkiem od 2003 roku. Naukę gry na gitarze rozpoczął w wieku 14 lat.

## Dyskografia
| Trivium - Ascendancy (2005) - The Crusade (2006) - Shogun (2008) - In Waves (2011) - Vengeance Falls (2013) - Silence in the Snow (2015) - The Sin and the Sentence (2017) |  | Pozostałe - Roadrunner United – The All-Star Sessions (2005) - Annihilator – Metal (2007) - Lizzy Borden – Appointment with Death (2007) - Dirge Within – Force Fed Lies (2009) |

## Instrumentarium
| Gitary - Jackson KV2 USA Flying Vs - ESP Dave Mustaine Signature DV8 - DBZ Venom - Dean Corey Beaulieu Signature 7 String - Dean Dime Razorback V's Wzmacniacze i kolumny głośnikowe - Peavey 5150 Amp - Marshall JCM900BV 4x12 Speaker Cabinet - Peavey 6505+ Amp - Kemper Profiling Amp |  | Efekty gitarowe - MXR Smart Gate - MXR GT-OD Overdrive - MXR EVH Phase 90 - Dunlop Wah pedal - DigiTech GSP 1101 Preamp/Processor - Shure ULXS4 Wireless Unit Struny, kostki i akcesoria - Dunlop Electric Strings Gauges 9-50 - Dunlop Medium Picks - Planet Waves Cables |